# Rede (ankerplaats)

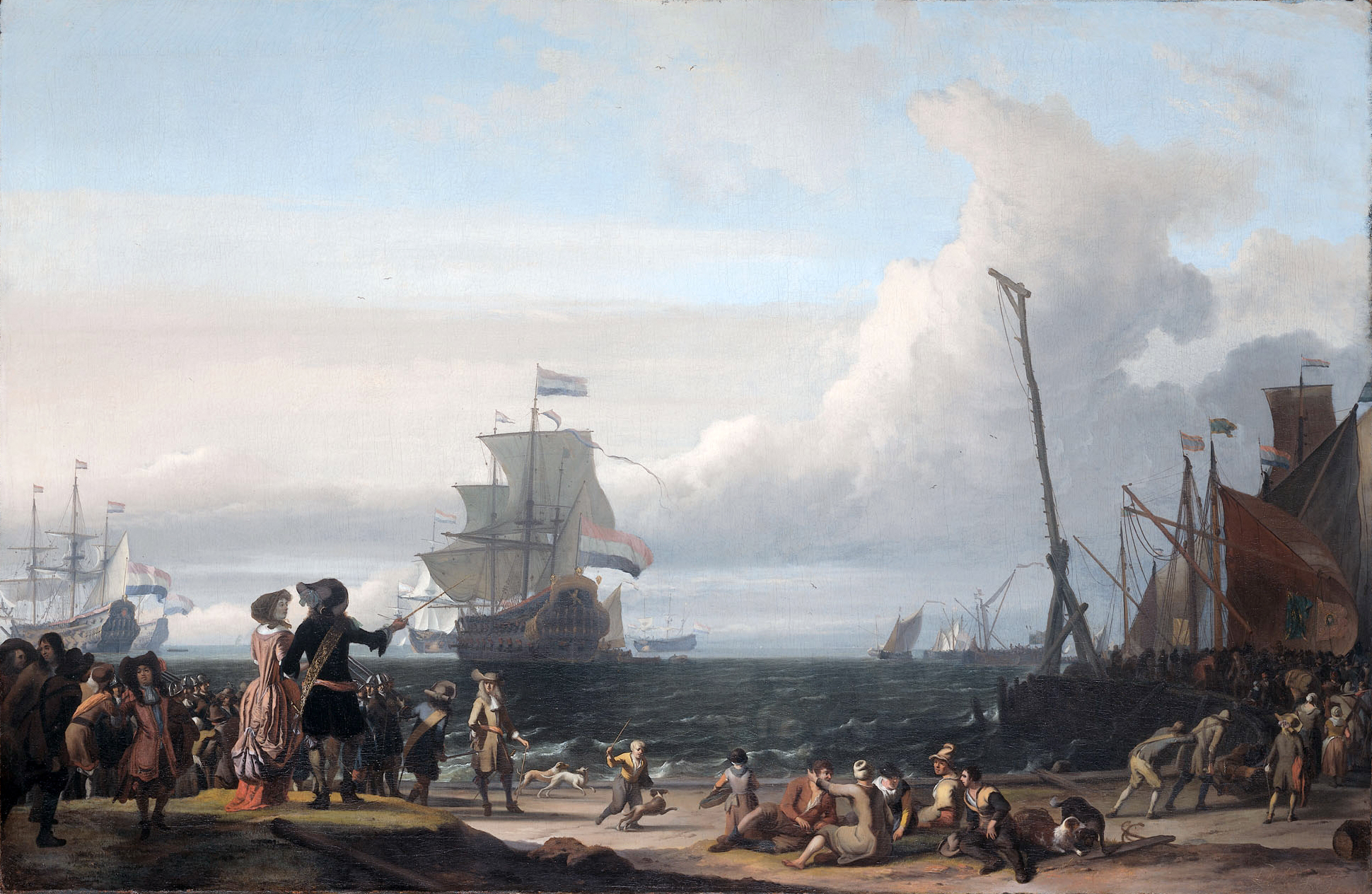
Nederlandse schepen op de rede van Texel. Centraal het vlaggenschip van Cornelis Tromp, de 'Gouden Leeuw'. (Ludolf Bakhuysen, 1671)

Een rede is een plaats voor de kust van een haven waar schepen voor anker kunnen liggen.
Een rede kan kunstmatig gevormd zijn middels steigers of dijken of natuurlijk zijn ontstaan. Natuurlijke redes bieden een schuilplaats voor stormen.

## Etymologie
Het verschil tussen Haven en Rede volgens het Handwoordenboek van Nederlandsche Synoniemen (1908):
Haven — reede. Beide woorden duiden eene veilige ligplaats voor schepen aan. Reede is meer de ligplaats, die veiligheid aanbiedt door hare natuurlijke gesteldheid en ligging; b.v. een ingesloten baai of kreek, de monding eener rivier, eene door eilanden beveiligde kust. Haven is meer bepaald door menschenhanden gemaakt en door dijken of dammen van het omringende water afgescheiden; eene haven is dus van verschillende kanten door wallen of land ingesloten.
Ankerplaatsen zijn bedoeld voor schepen die wachtende zijn om een haven in te varen en daar aan te leggen en soms voor schepen die korte tijd opgelegd zijn. Onder andere een aantal kilometer voor de kust van Hoek van Holland, IJmuiden en Vlissingen bevinden zich ankerplaatsen. Anders dan bij havens worden bij redes doorgaans geen goederen of passagiers aan wal gebracht.
In de Nederlandse zeevaartgeschiedenis heeft de rede van Texel bij Oude Schild een belangrijke rol gespeeld. Daar wachtten Amsterdamse zeilschepen naar de Oost of de West op een gunstige wind om uit te varen. En in tijd van oorlog of grootschalige piraterij voeren ze uit in konvooi, zodat ze op de rede van Tessel, en in geval van Rotterdamse schepen die van Goeree of voor Zeeuwse schepen van Vlissingen op een voldoende aantal schepen en op marinebegeleiding moesten wachten.
Als toponymisch element vinden we rede terug in de plaatsnaam Goedereede. Een andere beroemde rede is de Rede van Vlissingen in de Westerschelde.